# دامچه
دامچه، روستایی در دهستان ده فیش بخش بنارویه شهرستان لارستان در استان فارس ایران است.

## جمعیت
بر پایه سرشماری عمومی نفوس و مسکن در سال ۱۳۹۵، جمعیت این روستا برابر با ۷۲۲ نفر (۲۱۷ خانوار) بوده است.